# Eugène Tamburlini
Eugène Tamburlini (* 20. Dezember 1930 in Arifates, Les Laubies; † 25. Oktober 1959 in Troyes) war ein französischer Radrennfahrer.

## Leben
Eugène Tamburlini war der Sohn des Italieners Paolo Tamburlini, der aus dem Friaul stammte, und der Französin Marie Boulet aus Saint-Amans (Lozère). 1948 hatte er sein Debüt als Radrennfahrer und errang einige regionale Erfolge. 1950 ging er nach Paris, und im Jahr darauf leistete er seinen Wehrdienst.
1953 und 1954 hatte Tamburlini einen Vertrag beim Team Peugeot, für das in dieser Zeit auch der populäre Belgier Stan Ockers fuhr. 1954 gewann er die Tour de Champagne sowie die Daily Express Tour of Britain. Im Jahr darauf war er beim Circuit des Ardennes erfolgreich. Sein Spitzname lautete Tambour (Trommel), wie ihn der Luxemburger Fahrer Charly Gaul getauft haben soll.
1959 gestand Eugène Tamburlini in einem Interview, vor dem Grand Prix des Nations im Jahr zuvor ein Dopingmittel genommen zu haben. Anschließend sei er für kurze Zeit nahezu erblindet; seitdem habe er sich niemals mehr so gefühlt wie vorher. Am 25. Oktober desselben Jahres nahm er sich im Alter von 28 Jahren das Leben. Er ist neben seinen Eltern auf dem Friedhof von Les Laubies beerdigt.

## Gedenken
In Tamburlinis Geburtsort Les Laubies organisiert der Cyclo-Club Mendois seit 2006 die Tourenfahrt La Randonnée Cycliste Eugène-Tamburlini (La Tamburlini). 2017 fand die neunte Austragung statt; 2008 waren auch Familienmitglieder von Tamburlini mit am Start.
Die Gemeinde ließ am Eingang zum Friedhof einen Gedenkstein für Tamburlini errichten.

## Sportliche Erfolge
1954
- Tour de Champagne
- Gesamtwertung und eine Etappe Daily Express Tour of Britain

1955
- Circuit des Ardennes
- Tour de la Manche

1958
- eine Etappe Circuit des Ardennes

## Teams
- 1953–1954 Peugeot
- 1955 Gitane
- 1956–1957  Rochet-Dunlop